# 滙豐中國翔龍基金
滙豐中國翔龍基金（英語：HSBC China Dragon Fund，港交所：0820）是於香港交易所上市的交易所交易基金，基金的買賣單位為每手500股，以港元結算，以及投資中國註冊的A股、B股、H股和紅籌公司及其他在中國進行其大部分經濟活動的公司所發行的股分。其基金自2007年7月20日上市。
以中國移動、中國建設銀行等持股比重最多。